# Maria Zerres
Maria Zerres (* 9. März 1961 in Linden (Westerwald)) ist eine deutsche Künstlerin.

## Leben
Maria Zerres begann 1981 ein Studium der Kunsterziehung an der pädagogischen Hochschule Köln, 1982 ein Studium an der Hochschule für angewandte Kunst in Wien bei Peter Weibel. 1983 -1990 hatte sie ein Atelier in Köln, von 1989 bis 1998 ein Atelier in Bad Breisig bzw. Sinzig. 1991 - 1993 lehrte sie mit einer Gastprofessur an der Hamburger Kunstakademie (Polke Klasse). Seit 1992 hat sie ein Atelier in New York und seit 1999 ein Atelier in Traunreut.
Maria Zerres wird vertreten von der Galerie Brigitte Schenk (Köln), Galerie Ulysses (Wien) und DASMAXIMUM (Traunreut).

## Einzelausstellungen
- 2019:

1. "AGONIE" Galerie Brigitte Schenk, Köln
2. "WOMAN" Johannes Vogt Gallery in New York, United States

- 2018 "Gardens of Paradies" Galerie Ulysses, Wien
- 2017:

1. "New Paintings" Galerie Brigitte Schenk, Köln
2. "Ferne Welten" Galerie Ulysses, Wien

- 2015 „Trees“ Galerie Ulysses, Wien
- 2014 „One Woman Painting“ Galerie Brigitte Schenk, Köln
- 2012 „Pars pro toto“ Galerie Brigitte Schenk, Köln
- 2011 „Metamorphoses – Dylan“, Begleitendes Ausstellungsprojekt zur Venedig Biennale 2011, Palazzo Dona Dalle Rose, Venedig, kuratiert von DASMAXIMUM Foundation, Heiner Friedrich und Galerie Brigitte Schenk, Köln
- 2009:

1. „Ein – Fall, Traum“ Galerie Brigitte Schenk, Köln
2. "Die Frau des Samurai" Galerie Bruno Bischofberger AG, Zürich CH

- 2008 „Erschöpfung selbst gemalt“ Galerie Ulysses, Wien
- 2004–2005 „Blaue Butter“, Hessisches Landesmuseum Darmstadt
- 2002 „Zeitgeschehen“ Galerie Brigitte Schenk, Köln
- 2000 Galerie Brigitte Schenk, Köln
- 1998:

1. bis 1999 „ARTISNOTFORSALE“ Ayn Foundation, New York
2. „Die Freude ist der Schlüssel für jedes Geheimnis“ Landesmuseum Oldenburg, Germany

- 1997 „Weltraum“ Galerie Brigitte Schenk, Köln
- 1996 Galerie Brigitte Schenk, Köln
- 1995 Galerie Brigitte Schenk, Köln
- 1994:

1. bis 1998 Verteidigungsministerium, Stauffenbergstraße Berlin
2. Galerie Brigitte Schenk, Köln
3. Galerie Volker Diehl, Berlin
4. Galerie Daniel Buchholz, Köln

- 1993:

1. Galerie Daniel Buchholz, Köln
2. „Magic Line“ Kunsthistorisches Institut der Universität Bonn (Tilmann Buddensieg), Bonn

- 1992 Galerie Jablonka, Köln
- 1991 „Unsichtbar“ Galerie Jablonka, Köln
- 1990:

1. Galerie Rahel Lehmann, Genf
2. „Standard Grafik“ Galerie Jablonka, Köln

- 1989 „Keine Ursache ohne Wirkung  oder  Der Balkan beginnt“ Galerie Ulysses, Wien
- 1988 „Julia“ Galerie Jablonka, Köln
- 1987 Galerie Daniel Buchholz, Köln
- 1986:

1. Galerie Daniel Buchholz, Köln
2. DIA ART FOUNDATION, Köln

## Dauerausstellungen
- seit 2005 „September Eleven“ The Ayn Foundation, Texas Marfa Brite Building 107-109 N Highland
- seit 2011 DASMAXIMUM KunstGegenwart Foundation, Traunreut

## Gruppenausstellungen
- 2019 "Barn Show" Johannes Vogt Gallery, East Hampton, The Barn, USA
- 2018 "Barn Show" Johannes Vogt Gallery, East Hampton, The Barn, USA
- 2016 "Considering Dynamics & the Forms of Chaos" Sharjah Art Museum, Maria Zerres and Angela Bulloch; Curated by Amira Gad and Brigitte Schenk; Sharjah UAE
- 2014 POST+A Story to Tell, Berlin, Curated by Reiner Opoku (Berlin) and Stefan Binder (Wien)
- 2014: 1.  „Brucennial“, New York City, Vito Schnabel & The Bruce High Quality Foundation  2. "Random Blue Oasis" Galerie Brigitte Schenk, Köln
- 2013 "You and me beyond the Horizon" Galerie Brigitte Schenk, Köln
- 2012 "You are part of Me" Galerie Brigitte Schenk, Köln
- 2011 "Artists of the Gallery" Galerie Brigitte Schenk, Köln
- 2005 „Sandle in Dialogue“, Galerie Bruno Bischofberger, Zürich
- 2004 „Four Faces“, Galerie Brigitte Schenk, Köln, with Arnulf Rainer, Stephen Torton, Maria Zerres
- 2001 „100 Years of Painting“, Burj al Arab, Dubai, Galerie Brigitte Schenk
- 1999 „Gesichter“ Galerie Brigitte Schenk: Jean Michael Basquiat, Arnulf Rainer, Maria Zerres
- 1999 Schloss Edenkoben (Rhld-Pfalz) Sammlung Herzog Franz von Bayern (Kurator: Franz Dahlem)
- 1996 Saxa Loquuntur, München
- 1996 „Tierbilder“ Lufthansa Hauptverwaltung, Köln, with Walter Dahn, A.R. Penck, Maria Zerres; (Kurator: Winfried Dickhoff und Brigitte Schenk)
- 1992 Gemeinschaftsprojekt Kölner Galerien in der Dumont Kunsthalle „Köln Show“ (Kurator: Winfried Dickhoff und Sigfried Gohr)
- 1991 Galerie Tony Shafrazi New York Prince Street
- 1990 „Herbstsalon“ Museum Ludwig (Kurator Sigfried Gohr), Köln
- 1987 „Multiples“ Galerie Daniel Buchholz, Köln
- 1985 „Petersburger Hängung“, Galerie Tanja Grunert, Köln

## Publikationen
- 1988 „Julia“; Ausst.-Katalog Galerie Jablonka, Köln
- 1992 „Magic Line“; Ausst.-Katalog Kunsthistorisches Institut der Universität Bonn, ISBN 3-88375-167-7
- 1993 „Frau mit Herz – Einhundert Zeichnungen“; Fönix Verlag Linden 1993, ISBN 3883751936
- 1997 „Die Freude ist der Schlüssel für jedes Geheimnis“; Ausst.-Kat. Landesmuseum Oldenburg, ISBN 3-930537-06-0
- 2004 „Blaue Butter“; Bilder und Zeichnungen 1981 – 2003; Ausst.-Kat. Hessisches Landesmuseum Darmstadt 2004–2005, München: Schirmer/Mosel 2004, ISBN 3926527714
- 2008 „Erschöpfung selbst gemalt“; Ausst.-Katalog Galerie Ulysses, Wien, ISBN 3851270398
- 2009 „Ein Fall, Ein Traum“; Ausst.-Katalog Galerie Brigitte Schenk, Köln, ISBN 9783000286544
- 2011 „Metamorphoses - Dylan“; Ausst.-Katalog zum begleitenden Ausstellungsprojekt Venedig Biennale 2011, Editor: DASMAXIMUM KunstGegenwart, Traunreut und Brigitte Schenk, Köln, ISBN 9783869842325
- 2016 "Considering Dynamics & the Forms of Chaos"; Ausst.-Kat. zur gleichnamigen Ausstellung im Sharjah Art Museum UAE; Editors: Amira Gad and Brigitte Schenk, ISBN 9783956792373
- 2019 "Agonie" Ausst.-Kat. zur gleichnamigen Ausstellung Galerie Brigitte Schenk, Köln, ISBN 978-3-00-063722-3